# Cornouaille (film, 2012)
Pour les articles homonymes, voir Cornouailles (film) et Cornouailles (homonymie).
Pour plus de détails, voir Fiche technique et Distribution.
Cornouaille est un film dramatique français coécrit et réalisé par Anne Le Ny, sorti en 2012.

## Synopsis
Odile, la trentaine, est une Parisienne indépendante, organisatrice de voyages. Elle annonce à son amant Fabrice qu'elle doit se rendre en Bretagne, près d'Audierne, en Cornouaille. Elle doit s'y occuper de l'héritage de sa tante, une maison au bord de l'océan.
Elle veut vendre la demeure et s'organise en conséquence, commençant à la vider. Elle n'y était jamais revenue depuis l'âge de douze ans, mais les souvenirs douloureux remontent, marqués par la mort de son père, décédé d'une crise d'asthme dans une des chambres, et aiguillonnés aussi par sa rencontre avec Loïc, un ami d'enfance qu'elle n'avait plus vu depuis et qu'elle avait oublié.

## Fiche technique
Sauf indication contraire, les informations mentionnées dans cette section peuvent être confirmées par la base de données cinématographiques Unifrance,  présente dans la section « Liens externes ».
- Titre original : Cornouaille
- Réalisation : Anne Le Ny
- Scénario : Luc Béraud et Anne Le Ny
- Musique : François-Eudes Chanfrault
- Décors : Yves Brover
- Costumes : Nathalie du Roscoat
- Photographie : Jean-Marc Fabre
- Son : Cédric Lionnet, Frédéric de Ravignan et Béatrice Wick
- Montage : Guerric Catala
- Production : Bruno Levy
- Sociétés de production : Move Movie ; France 2 Cinéma, TF1 Droits Audiovisuels, UGC
- Société de distribution : UGC Distribution
- Pays d’origine :  France
- Langue originale : français
- Genre : drame
- Durée : 96 minutes
- Dates de sortie :
  - France, Suisse romande : 15 août 2012
  - Belgique : 18 janvier 2013

## Distribution
- Vanessa Paradis : Odile Corret
- Samuel Le Bihan : Loïc Le Pavec
- Jonathan Zaccaï : Fabrice
- Laurent Stocker : Me Mevel, le notaire d'Audierne
- Martin Jobert : Erwan
- Catherine Vinatier : Cathy
- Aurore Clément : la mère d'Odile
- Thibault Vinçon : Thomas
- Thomas Blanchard : Antoine
- Damien Dorsaz : le père d'Odile
- Jaïa Caltagirione : Katel
- Catherine Morlot : Bernadette
- Edith Le Merdy : l'agent immobilier
- Marc-Antoine Diquero : le brocanteur
- Anne Le Ny : la réceptionniste de l'hôtel
- Claude Guyonnet : le gynécologue
- Juliette Wiatr

### Documentation
- Dossier de presse Cornouaille